# Гуд-Тандер (город, Миннесота)
Гуд-Тандер (англ. Good Thunder) — город в округе Блу-Эрт, штат Миннесота, США. На площади 1,6 км² (1,6 км² — суша, водоёмов нет), согласно переписи 2002 года, проживают 592 человека. Плотность населения составляет 365,1 чел./км².
- Телефонный код города — 507
- Почтовый индекс — 56037
- FIPS-код города — 27-24506[1]
- GNIS-идентификатор — 0644218[2]